# JFEスチール

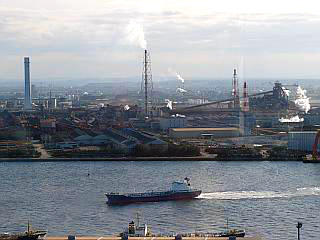
JFEスチール東日本製鉄所千葉地区の工場

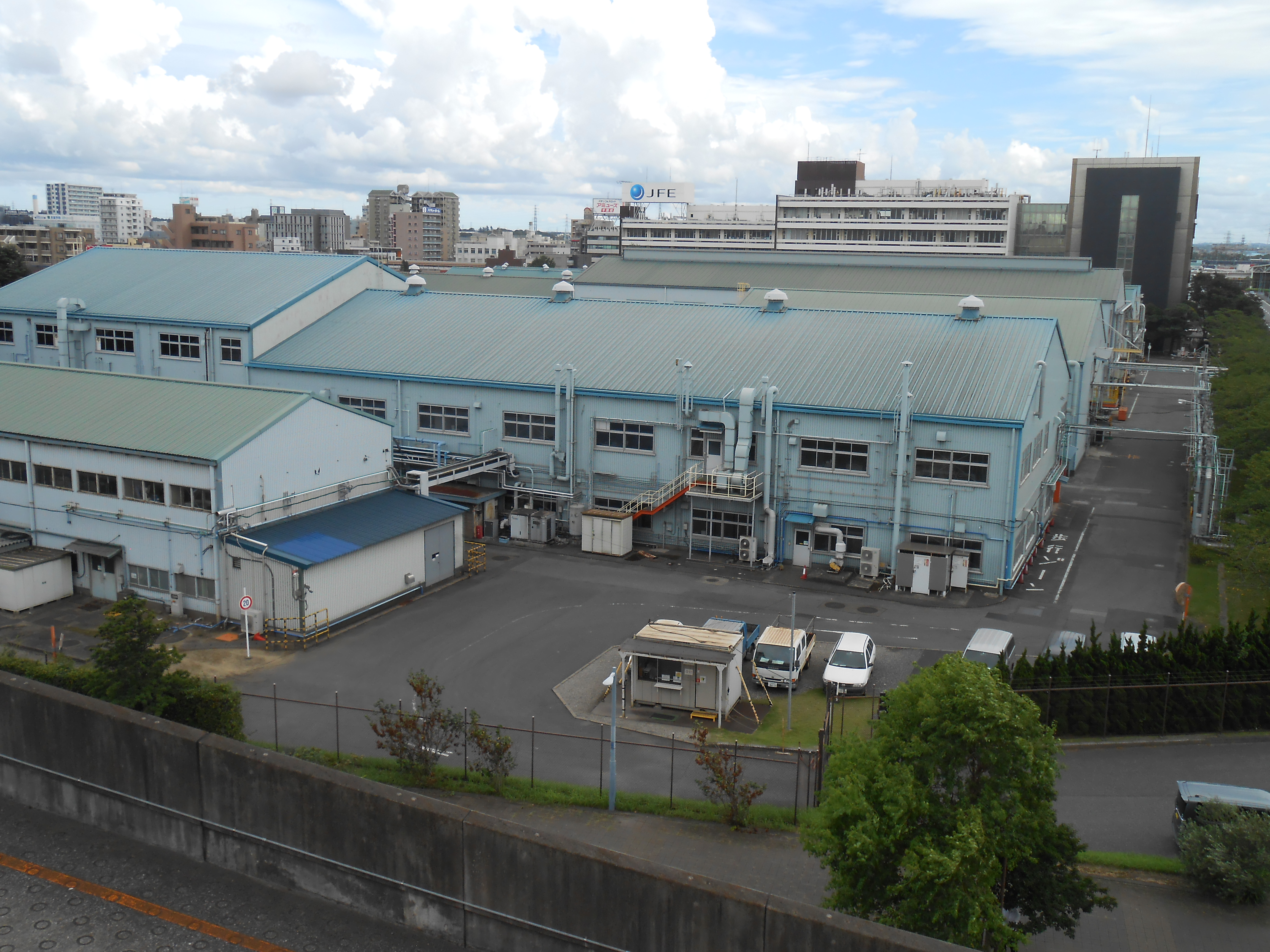
JFEスチール株式会社東日本製鉄所千葉地区の研究施設（JFEスチール研究所）

JFEスチール株式会社（ジェイエフイースチール、英名：JFE Steel Corporation）は、東京都千代田区内幸町に本社を置く、日本の大手鉄鋼メーカー（高炉メーカー）である。持株会社であるJFEホールディングスの子会社であり、「JFEグループ」の中核事業企業。2003年に川崎製鉄（川鉄）と日本鋼管 (NKK) が統合して発足した。
粗鋼生産量において、日本国内では日本製鉄に次いで第2位、世界では第12位（2019年時点）の規模を持つ。

## 概要
高炉を所有し、鉄鉱石を原料に最終製品の鋼材の生産までを一貫して行う、「高炉メーカー」と呼ばれる鉄鋼メーカーである。JFEホールディングスの中核企業で、グループ全体の売上高のうち6割強を占める鉄鋼事業を担当する。
2002年に川鉄とNKKの経営統合によるJFEグループの発足後、翌2003年に行われた事業再編の際に両社の鉄鋼部門が統合し発足した。なお、手続上は川鉄が非鉄鋼部門を分離した上でNKKの鉄鋼部門を継承して社名変更した形を採っている。一方のNKKは川鉄のエンジニアリング部門を継承し、JFEエンジニアリングに社名変更している。
鉄鋼メーカーの規模の指標である粗鋼の年間生産量は2019年で約2735万トンで、日本国内では日本製鉄に次いで第2位。世界鉄鋼協会の統計によれば、粗鋼の生産量は2019年時点で世界第12位である。
製造拠点は神奈川県および千葉県にある東日本製鉄所、岡山県および広島県にある西日本製鉄所、愛知県にある知多製造所、宮城県にある仙台製造所の4つである。そのうち、東日本・西日本両製鉄所は高炉を構える「銑鋼一貫製鉄所」と呼ばれる大規模な工場である。これらの製造拠点において、鋼板類や条鋼類、鋼管などの鋼材を中心とする製品を製造している。鋼材は、国内では建築および土木・自動車・産業機械・電気機械などの分野向けに販売されるが、およそ半数が韓国・中国・ASEAN諸国向けを中心とする輸出に回される。
傘下の企業は約200社ある。高炉メーカーよりも小規模な電気炉メーカーや半製品を加工し鋼材とするメーカーなどの鉄鋼メーカーが中心だが、2次製品のメーカー、化学メーカー、鉱業業者、建設業者、あるいは情報システム企業も含まれる。
日本国外への進出は前身企業時代の1980年代から本格化しており、2010年3月時点では韓国・中国・タイ・アメリカなどに出資する鉄鋼メーカーがある。出資企業には高炉メーカーは含まれず、電気炉メーカーも韓国の東国製鋼のみで、輸出した半製品を鋼材に加工するタイプのメーカーがほとんどであったが、2012年2月にインドの大手高炉メーカーJSWスチールの株式15％を取得、持分法適用会社とすることを発表した。その他の国外大手高炉メーカーでは、ドイツのティッセンクルップ、カナダのドファスコとそれぞれ自動車用鋼板の分野で技術提携をしている。

## 沿革

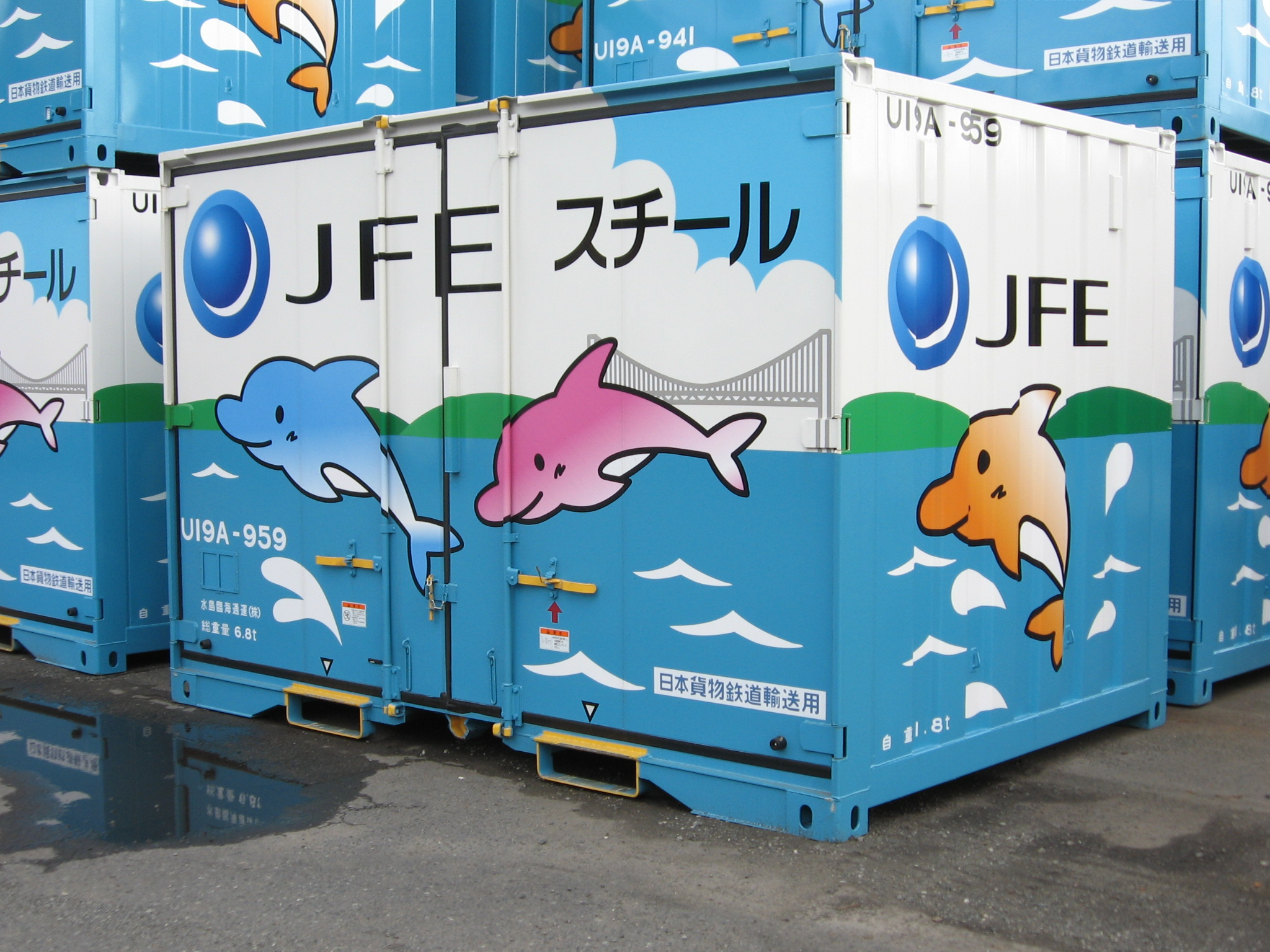
西日本製鉄所倉敷地区で生産されている線材を、JR貨物で全国に鉄道輸送する専用の12ft、5t積み私有コンテナ。
倉敷地区の目の前に広がる瀬戸内海の橋と自然を表したデザインは、模型などで商品化もされた。
岡山県／東水島駅にて、2008年5月11日撮影。

川崎製鉄時代、日本鋼管時代の沿革については、それぞれ「川崎製鉄の沿革」、「日本鋼管の沿革」を参照
- 1912年6月8日 - 日本鋼管株式會社（NKK）設立。
- 1950年8月7日 - 川崎製鉄株式会社（川鉄）設立（川崎重工業より独立）。
- 2002年9月27日 - 川崎製鉄と日本鋼管の2社の株式移転により、持株会社・JFEホールディングスを設立。
- 2003年4月1日 - 川鉄・NKK間で会社分割による事業再編を実施。川鉄は非鉄鋼事業を分割した上でNKKの鉄鋼事業を継承し、JFEスチール株式会社に商号変更。また、化学事業をJFEケミカルに、橋梁鉄構事業を川崎橋梁鉄構（2008年にJFEエンジニアリングに合併）に分割。
- 2005年6月6日 - ブラジルの鉄鋼メーカー・ツバロン製鉄の株式をアルセロール（現・アルセロールミッタル）に売却。
- 2006年9月25日 - 韓国の鉄鋼メーカー・東国製鋼と、出資拡大を含む提携強化を発表。その後、同社を持分法適用会社とした。
- 2010年7月27日 - インドの鉄鋼メーカー・JSWスチールと、資本参加と技術供与に関して提携。2012年2月に同社を持分法適用会社とした。
- 2011年4月1日 - 都市開発事業の再編に伴い、JFE都市開発を合併[5]。
- 2017年4月1日 - JFE条鋼仙台製造所をJFEスチールへ移管。
- 2020年3月27日 - 東日本製鉄所京浜地区の高炉1基を、2023年度に休止すると発表[6]。
- 2022年9月1日 - 西日本製鉄所倉敷地区の高炉1基を2027年にも休止し、二酸化炭素（CO2）の排出量が少ない大型電炉を導入する方針を正式に発表した[7]。

## 製造拠点
JFEスチールの事業は国内の4拠点（実質7工場）において展開されている。製品は鋼材では、船舶や大形構造物に使用される厚板、自動車・電気製品・缶などに使用される薄板・表面処理鋼板、モーターなどに使用される電磁鋼板、建築・土木分野で使用される#H形鋼・鋼矢板などの形鋼や軌条、自動車部品や建築物に使用される棒鋼・線材、流体の輸送や機械部品などに使用される鋼管が主なもの。鋼材以外では、粉末冶金などに使用される鉄粉、広い分野で使用されるチタン圧延品の製造も行う。
工場とその所在地、主な生産品目を以下に示す。
| 工場名       | 工場名               | 所在地                        | 主な生産品目                                                                 |
| ------------ | -------------------- | ----------------------------- | ---------------------------------------------------------------------------- |
| 東日本製鉄所 | （千葉地区）         | 千葉県千葉市中央区川崎町      | 薄板・表面処理鋼板・ステンレス鋼板・鋼管・鉄粉                               |
| 東日本製鉄所 | （千葉地区）西宮工場 | 兵庫県西宮市朝凪町            | ステンレス鋼板                                                               |
| 東日本製鉄所 | （京浜地区）         | 神奈川県川崎市川崎区扇島      | 厚板・薄板・表面処理鋼板・鋼管                                               |
| 西日本製鉄所 | （倉敷地区）         | 岡山県倉敷市水島川崎通り1丁目 | 厚板・薄板・表面処理鋼板・電磁鋼板・鋼管・形鋼・線材・棒鋼                   |
| 西日本製鉄所 | （福山地区）         | 広島県福山市鋼管町            | 厚板・薄板・表面処理鋼板・電磁鋼板・鋼管・形鋼・軌条・チタン・ステンレス鋼板 |
| 知多製造所   | 知多製造所           | 愛知県半田市川崎町1丁目       | 鋼管                                                                         |
| 仙台製造所   | 仙台製造所           | 仙台市宮城野区港1丁目6番1号   |                                                                              |

## 本社・支社等
本社
東京都千代田区内幸町二丁目2番3号の、「日比谷国際ビルヂング」の23階以上に入居する。
支社
国内9都市（札幌市・仙台市・新潟市・名古屋市・富山市・大阪市・広島市・高松市・福岡市）に所在する。
営業所
国内5都市（千葉市・横浜市・静岡市・岡山市・那覇市）に所在する。
海外事務所
20か国（アメリカ・メキシコ・ブラジル・コロンビア・オーストラリア・イギリス・ギリシャ・エジプト・インド・パキスタン・シンガポール・タイ・インドネシア・フィリピン・マレーシア・ミャンマー・韓国・中国・台湾・アラブ首長国連邦）に所在する。

## グループ企業（JFEスチールグループ）
2013年4月末時点でJFEスチールの傘下には、JFEホールディングスの連結子会社142社および持分法適用会社39社が属する。また、海外では出資会社40社および提携会社8社を有する。

### 主要なグループ企業

#### 電気炉メーカー
- JFE条鋼 - 形鋼・棒鋼・線材などの製造・販売を行う。

#### 鋼材加工品メーカー
- JFE継手 - 継手の製造・販売を行う。
- JFE建材 - 建築材料等鉄鋼2次製品の製造・販売を行う。
- JFE鋼材 - 鋼板の剪断加工・溶接加工を行う。
- JFE鋼板 - めっき鋼板や建築材料の製造・販売を行う。
- JFEコンテイナー - ドラム缶等容器類の製造・販売を行う。
- JFE大径鋼管 - スパイラル鋼管の製造・加工を行う。
- JFEチュービック - 継手、油井関連商品等の製造・販売を行う。
- JFEテクノワイヤ - 鋼線等の製造・販売しています
- JFE溶接鋼管 - 鋼管の製造・販売を行う。
- ガルバテックス - 亜鉛めっき加工を行う。
- 大和鋼帯 - 鉄鋼・非鉄の加工・流通を行う。

#### その他製造メーカー
- JFEアドバンテック - 計量器・計測器の製造・販売を行う。
- JFEケミカル - 化成品の製造・販売を行う。
- JFEサンソセンター - 酸素・窒素・アルゴン・水素などの各種工業用ガスを製造する。
- JFE精密 - 素形材製品の製造・販売を行う。
- JFEマテリアル - フェロクロム等フェロアロイの製造・販売を行う。
- 品川リフラクトリーズ - 耐火物の製造・販売を行う。東証プライム・札証上場。
- 日本鋳造 - 鋳造品の製造・販売を行う。東証スタンダード上場。
- 日本鋳鉄管 - 鋳鉄管業界3位。関東地盤で上水道向けダクタイル鉄管が主力。東証スタンダード上場。
- 水島合金鉄 - フェロマンガン等フェロアロイ（合金鉄）の製造・販売を行う。

#### 製鉄所内事業
- JFEアップル西日本 - 西日本製鉄所で、書類・図面の電子化、PDF、データの入出力、名刺作成、印刷と簡易製本、証明写真等の事業を展開。
- JFEアップル東日本 - 東日本製鉄所で、書類電子化・名刺の作成、各工場に附属する電気室清掃等に関する事業を展開。
- JFEウイング - 東日本製鉄所京浜地区で、製鋼・厚板の精整作業、溶接管ライニング作業、熱延・冷延のロ－ル整備作業等を行う。
- JFEウエストテクノロジー - 西日本製鉄所で、専用鉄道および構内鉄道の運転・管理業務、鋼片精整作業、厚板・形鋼の精整作業等を行う。
- JFE西日本ジーエス - 西日本製鉄所で総合サービス業を展開。
- JFE東日本ジーエス - 東日本製鉄所で総合サービス業を展開。
- JFEプラントエンジ - 工場設備の建設やメンテナンス、機械装置の製造・販売を行う。
- 千葉リバーメント - 東日本製鉄所千葉地区で、高炉スラグを原料にスラグ微粉末を製造。
- 水島リバーメント - 西日本製鉄所倉敷地区で、スラグ微粉末の製造および高炉セメントの受託製造事業を展開。

#### その他事業
- JFEシステムズ - コンピュータシステムの開発・販売等を行う情報システム企業。東証スタンダード上場。
- JFEシビル - 土木・建築工事を請負う建設業者。
- JFE設計 - 土木・建築、各種プラントおよび製鉄関連設備に関する企画、調査、設計ならびに監理、耐震診断および耐震補強設計の事業を行う。
- JFEテクノリサーチ - 材料分析・解析、環境調査等の事業を行う。
- JFE物流 - 海運業・陸運業・港湾運送業などを手がける物流企業。
- JFEプラリソース - 使用済容器包装プラスチックのリサイクル事業を行う。
- JFEミネラル - 石灰石等の採掘・販売を手がける鉱業業者。
- JFEライフ - 不動産業・保険代理業・旅行業等を手がける。
- エクサ - 日本アイ・ビー・エムと共同出資で設立された情報システム企業。
- ジェコス - 建設仮設材のリース・販売を手がける卸売業者。東証プライム上場。
- 瀬戸内共同火力 - 火力発電や電力の販売を手がける電力会社。
- 水島エコワークス - 岡山県内の産業廃棄物を受託、溶融・ガス化し、精製合成ガスなどの副産物を販売。

#### グループ会社
- JFEエンジニアリング - エンジニアリング会社。JFEホールディングスの完全子会社。
- JFE商事 - 鉄鋼専門商社。JFEホールディングスの完全子会社。
- ジャパンマリンユナイテッド - 造船会社。JFEホールディングスが35％出資。

### 日本国外の関連企業

#### 高炉・電炉メーカー
- JSWスチール（英語版） - インドの高炉メーカー（粗鋼生産量はインド2位、世界17位）。約15％出資[11]。
- 東国製鋼 - 韓国の電気炉メーカー（粗鋼生産量は韓国3位、世界88位）。約15％出資。

#### その他出資会社

##### 東アジア
- 広州JFE鋼板有限公司 - 中国で冷延鋼板・亜鉛めっき鋼板の製造・販売を行う。中国・広州鋼鉄企業集団と折半出資[12]。
- 宝武特鋼JFE有限公司 - 中国で特殊鋼棒鋼の製造・販売を行う。中国・広東韶鋼松山股份（宝武鋼鉄集団傘下）と折半出資[13]。
- 福建中日達金属有限公司 - 中国でブリキの製造・販売を行う。
- 渤海能克鑽杆有限公司 - 中国でドリルパイプ用ツールジョイントの加工・ 圧接及びドリルパイプの製造・販売を行う。
- 江蘇統一馬口鉄有限公司 - 中国でブリキの製造・販売を行う。
- 福建統一馬口鉄有限公司 - 中国でブリキ・ティンフリー鋼板の製造・販売を行う。
- 内蒙古オルドスEJM マンガン合金有限公司 - 中国でシリコンマンガンの製造・販売を行う。
- 嘉興JFE精密鋼管有限公司 - 中国で小径電縫管（自動車用鋼管）の製造・販売を行う。
- 上海宝武杰富意清潔鉄粉有限公司 - 中国でクリーンミックス製品の製造・販売、技術サービスを提供。中国・宝鋼金属（宝武鋼鉄集団傘下）と折半出資。
- 統一実業股份有限公司 - 台湾のブリキメーカー。製缶事業、PETボトル事業も展開。
- 東部製鉄 - 韓国の鉄鋼加工メーカー。

##### 東南アジア
- JFE Steel Galvanizing（Thailand）Ltd.（JSGT） - タイで自動車用溶融亜鉛鍍金鋼板の製造・販売を行う。
- Thai Coated Steel Sheet Co., Ltd. (TCS)  - タイで亜鉛めっき鋼板の製造・販売を行う。
- Sahaviriya Steel Industries Public Co., Ltd.（SSI）（英語版） - タイの鉄鋼メーカー。熱延鋼板の製造・販売を行う。
- AGRIMECO & JFE STEEL PRODUCTS CO., LTD. - ベトナムで建材加工商品の織り込みおよび販売を行う。ベトナムの大手建設会社AGRIMECO社と折半出資。
- Formosa Ha Tinh（ Cayman） Limited（英語版） - ベトナムの製鉄所Formosa Ha Tinh Steel Corporation の持ち株会社。
- GECOSS VIETNAM COMPANY LIMITED - ベトナムで重仮設鋼材の設計エンジニアリング、委託加工・監修および販売、施工を行う。
- J-Spiral Steel Pipe Co., Ltd. - ベトナムでスパイラル鋼管（鋼管杭、鋼管矢板、構造用鋼管、水道管）の製造・販売を行う。
- Maruichi Sun Steel Joint Stock Company（SUNSCO） - ベトナムで亜鉛メッキ鋼板・鋼管の製造・販売を行う。
- Philippine Sinter Corporation (PSC) - フィリピンで焼結鉱の製造・販売を行う。
- Mycron Steel Bhd.（英語版） - マレーシアで冷延鋼板の製造・販売を行う。
- Perusahaan Sadur Timah Malaysia（Perstima）Bhd． (PERSTIMA) - マレーシアで缶用鋼板（ブリキ）の製造・販売を行う。
- JFE MERANTI MYANMAR HOLDING PTE. LTD. - ミャンマーで建材向け薄板製品の製造・販売を行う。
- JFE Steel Tubular Technical Center Pte. Ltd. - シンガポールでJFES 油井管特殊ネジFox／ JFEBEAR等および油井管の技術サービスを提供する。
- PT. JFE STEEL GALVANIZING INDONESIA(JSGI） - インドネシアで自動車用溶融亜鉛鍍金鋼板の製造・販売を行う。
- P.T. Sermani Steel - インドネシアで亜鉛鉄板の製造・販売を行う。
- PT. Steel Pipe Industry of Indonesia, Tbk. (SPIND) - インドネシアで建材、自動車・自動二輪車部品用溶接鋼管の製造・販売を行う。

##### 北米
- AK Steel Corporation（英語版） - 米国の製鋼メーカー。鉄鋼製品の製造・販売を行う。
- Benoit Holding Company - 米国の石油・ガス採掘用の油井管加工会社。
- California Steel Industries, Inc. (CSI)（英語版）  - 米国で熱延・冷延鋼板やめっき鋼板の製造・販売を行う。
- JFE Connections America, Inc. (JCA) - 米国でネジ切加工設備及びシールテスト装置の製造・販売を行う。

##### 中南米
- NUCOR-JFE STEEL MEXICO, S. de R.L. de C.V. - メキシコで自動車用亜鉛鍍金鋼板の製造・販売を行う。米国最大手・ニューコア社と折半出資[14]。
- CSN Mineração S.A. - ブラジルの製鉄会社・ナシオナル製鉄関連企業。鉄鉱石の生産・販売を行う。
- Companhia Brasileira de Metalurgia e Mineracao (CBMM)（英語版） - ブラジルでフェロニオブの製造・販売を行う。
- Nova Era Silicon S.A. - ブラジルでフェロシリコンの製造・販売を行う。
- Hojalata Y Laminados S.A .(HOLASA) - コロンビアでブリキ・ティンフリー鋼板の製造・販売を行う。

##### その他
- Al Gharbia Pipe Company LLC - アラブ首長国連邦でエネルギー産業向けを中心とした大径溶接鋼管の製造および販売を行う。
- International Steels Ltd. (ISL) - パキスタンで冷延鋼板・表面処理(GI)鋼板の製造を行う。
- JFE Steel Australia Resources Pty. Ltd. - 豪州で資源プロジェクト（カーボロダウンズ炭鉱、ヤンディ鉄鉱山W4鉱区、バイヤウェン炭鉱）への投資を行う。
- KANDIL STEEL S.A.E. - エジプトで冷延鋼板・溶融亜鉛鍍金鋼板・カラー鋼板の製造・販売を行う。

### 海外提携先
- ティッセンクルップ - ドイツの鉄鋼メーカー。自動車用鋼板分野で技術協力。
- GMHグループ（ドイツ語版） - ドイツの鉄鋼メーカー。自動車向け特殊鋼棒鋼で技術協力。
- ドファスコ（英語版） ‐ カナダの鉄鋼メーカー。技術提携。

## 歴代社長・会長
前身である川崎製鉄、日本鋼管（NKK）の歴代社長・会長は、それぞれ「川崎製鉄の歴代社長・会長」、「日本鋼管の歴代社長」を参照。
| 代    | 氏名     | 在任期間              | 出身校・前歴                       | 備考                          |
| ----- | -------- | --------------------- | ---------------------------------- | ----------------------------- |
| 初代  | 數土文夫 | 2003年4月 - 2005年4月 | 北海道大学工学部・元川崎製鉄社長   | JFEホールディングス社長へ異動 |
| 第2代 | 馬田一   | 2005年4月 - 2010年4月 | 東京大学大学院工学系研究科         | JFEホールディングス社長へ異動 |
| 第3代 | 林田英治 | 2010年4月 - 2015年4月 | 慶應義塾大学経済学部               | JFEホールディングス社長へ異動 |
| 第4代 | 柿木厚司 | 2015年4月 - 2019年4月 | 東京大学経済学部                   | JFEホールディングス社長へ異動 |
| 第5代 | 北野嘉久 | 2019年4月 -           | 東京工業大学大学院総合理工学研究科 | 現職                          |

| 代   | 氏名     | 在任期間              | 出身校・前歴                          | 備考             |
| ---- | -------- | --------------------- | ------------------------------------- | ---------------- |
| 初代 | 半名正之 | 2003年4月 - 2007年4月 | 東京大学工学部・元日本鋼管（NKK）社長 | 同社相談役へ異動 |

## 著名な関係者
前身である日本鋼管・川崎製鉄出身者を含め、一時勤務者も含める。

### 社員

#### 政界
- 愛知和夫（元衆議院議員、元防衛庁長官・環境庁長官）
- 大島敦（衆議院議員、元内閣府副大臣）
- 加藤育男（福生市長）
- 佐藤信二（元衆議院議員・参議院議員、元運輸大臣・通商産業大臣）
- 庄司中（元参議院議員）
- 杉浦正健（元衆議院議員、元法務大臣）
- 竹田四郎（元参議院議員）
- 田中直紀（元衆議院議員・参議院議員、元防衛大臣）
- 玉井祐吉（元衆議院議員）
- 中嶋英夫（元衆議院議員）
- 山本順三（参議院議員。元国家公安委員長）
- 森田稔夫（元五所川原市長）

#### 財界
- 亀井淳（イトーヨーカ堂顧問）
- 伍堂輝雄（元日本航空会長。元日本鋼管常務）
- 渡辺政人（元東京窯業社長、東北開発初代総裁。元日本鋼管社長）
- 辻裕一（元日東紡績社長。元監査部長）
- 数土文夫（元NHK経営委員長、元東京電力HD会長。元社長）
- 馬田一（日本鉄鋼連盟第12代会長、世界鉄鋼協会第3代会長。元社長）
- 林田英治（日本鉄鋼連盟第14・16代会長。元社長）
- 柿木厚司（日本鉄鋼連盟第17・19代会長。元社長）
- 北野嘉久（日本鉄鋼連盟第20代会長。現社長）

#### 学界
- 大隈一武（法学者）
- 奥田健二（経営学者）
- 尾﨑由紀子（工学者）
- 神田孝夫（法学者）
- 小宮文人（法学者）
- 笹倉和幸（経済学者）
- 松村弓彦（法学者）

#### その他
- 東秀紀（作家、建築家）
- 天地清次（労働運動家）
- 大串章（俳人）
- 薩摩剣八郎（俳優）
- 和知喜八（俳人）

#### スポーツ
Category:JFEグループのスポーツ関係者を参照。

### 外部出身者
- 松尾金蔵（元通商産業事務次官。元日本鋼管会長）
- 三宅幸夫（元特許庁長官。元日本鋼管副社長）
- 濃野滋（元通商産業事務次官。元川崎製鉄副社長）
- 山地八郎（元資源庁長官。元川崎製鉄専務）

## 人材育成
- 優秀な社員を兵庫県尼崎市の産業技術短期大学（1962年一般社団法人日本鉄鋼連盟が設立）に派遣して、人材育成を行っている。具体的には、「製造現場における知識創造と人材の多機能育成政策・綿密な能力開発策のひとつとして、企業内選抜を経て中堅技術者への昇進に結びつく産業技術短期大学への派遣を行う政策の実行」であり、このような人材育成形態（教育訓練形態）を「オフ・ザ・ジョブ・トレーニング・OFF-JT」という。